# Pokljuška barja
Pokljuška barja este o arie protejată (arie specială de conservare — SAC, sit de importanță comunitară — SCI) din Slovenia întinsă pe o suprafață de 858,91 ha, integral pe uscat.

## Localizare
Centrul sitului Pokljuška barja este situat la coordonatele 46°20′07″N 13°58′22″E / 46.3354°N 13.9729°E.

## Înființare
Situl Pokljuška barja a fost declarat sit de importanță comunitară în aprilie 2004 pentru a proteja 1 specie de plante. Situl a fost protejat și ca arie specială de conservare în februarie 2012.

## Biodiversitate
Situată în ecoregiunea alpină, aria protejată conține 4 habitate naturale: Turbării active, Mlaștini turboase de tranziție și turbării mișcătoare, Mlaștini alcaline, Mlaștini împădurite.
La baza desemnării sitului se află o specie protejată de  plante: o specie rară de mușchi (Drepanocladus vernicosus).